# 宾大医院站
宾大医院站（英語：Penn Medicine Station，原名大学城站/University City station），是SEPTA区域铁路位于宾夕法尼亚州费城大学城的铁路车站。车站坐落于南街和会议大道交叉口，距离宾大富蘭克林球場和角斗场球馆不足一条街，距离宾夕法尼亚大学医院和费城儿童医院一个街区，服务宾夕法尼亚大学、卓克索大學、费城市中心西南及周边地区。车站有西切斯特支线经过，有机场线、威尔明顿/纽瓦克线和梅地亚/哇哇线列车停靠，并可经SEPTA主线直通马纳杨克/诺里斯敦线、沃明斯特线和西特伦顿线列车。2013年，车站在工作日平均录得3091名进站乘客和2,950名出站乘客。
车站建于1991年，1995年4月24日以“大学城站”的名称启用。其他曾经考虑的名称包括“市政中心”。2020年1月28日，SEPTA宣布将车站根据和宾大医院系统达成的5年命名权协议，宾大医院以3300万美元的价格购得该站命名权。

## 车站结构
车站设有2条股道和1座岛式站台。车站装修以宾大代表色红色和蓝色为主题。车站南侧设有阿森纳线路所连接东北走廊。
| G      | 街道     | 出入口、闸机、售票机、联络巴士 |
| P 站台 | 下行     | ← ■SEPTA机场线列车往机场（伊斯特维克） ← ■SEPTA威尔明顿/纽瓦克线列车往威尔明顿、纽瓦克（达比） ← ■SEPTA梅地亚/哇哇线列车往哇哇（49街）                       |
| P 站台 | 岛式站台 | |
| P 站台 | 上行     | ← ■SEPTA沃明斯特线列车往沃明斯特（30街車站） → ← ■SEPTA西特伦顿线列车往西特伦顿（30街車站）→ ← ■SEPTA马纳杨克/诺里斯敦线列车往诺里斯敦埃尔姆街（30街車站） → |